# Gewerbehof
Ein Gewerbehof ist eine Ansiedlung von kleinen und mittleren Gewerbetreibenden, Handwerkern und Händlern, in denen die Zusammenarbeit gefördert und das Prinzip „Wohnen und Arbeiten“ ermöglicht wird.

## Voraussetzungen
Meist fügen sich Gewerbehöfe in die innerstädtische Struktur ein und passen durch die bereitgestellte Infrastruktur in die Stadtlandschaft. Die Kommunalplanung stellt geeignete Flächen oder vormalige Industriebebauung bereit, die für Wohn- oder Erholungszwecke wenig attraktiv sind. Durch geeignete Maßnahmen wird die Ansiedlung bevorrechtet führt dann zu höheren Einnahmen in der Gewerbesteuer. Heute ist bei passendem Straßenanschluss zusätzlich wenigstens Elektro-, Telekommunikations- und Breitbandanschluss nötig, des Weiteren muss die Wasserversorgung und die Abwasserentsorgung von der Kommune eingerichtet sein, um die Ansiedlung zu erleichtern.

## Geschichte
Bereits im Mittelalter wurden bestimmte Handwerker, gesteuert durch die Zünfte – bevorrechtet oder bevormundet – an bestimmten Plätzen angesiedelt. Dies findet sich heute oft noch in Straßennamen von Städten mit mittelalterlichen Kernen. Andererseits wurden bestimmte Gewerbe vor die Tore der Stadt verwiesen (Leder, Gerber) oder sie bedurften des Wassers (Papiermacher, Färber).
Bereits mit der Industrialisierung ab 1850 wurden Viertel am Rande der Wohnbebauung eingerichtet, die für das Gewerbe vorbehalten waren. Mit Beginn des 20. Jahrhunderts wurde diese Idee von der erwachenden „Lebenssorge“ aufgegriffen. Es sollte auch die allseitige Gemeinsamkeit der kleineren Handwerker und Gewerbetreibenden gefördert werden. Andererseits war das Gewerbe außerhalb der geschlossenen Wohnbebauung der neuen Gründerviertel unterzubringen, aber nicht entfernt von Versorgungszentren. Gleichzeitig war die Wohnmöglichkeit am Ort des Arbeitsplatzes für die Selbständigen geschaffen. Solch eine Anlage sind die Hackeschen Höfe in Berlin, die größte Anlage.

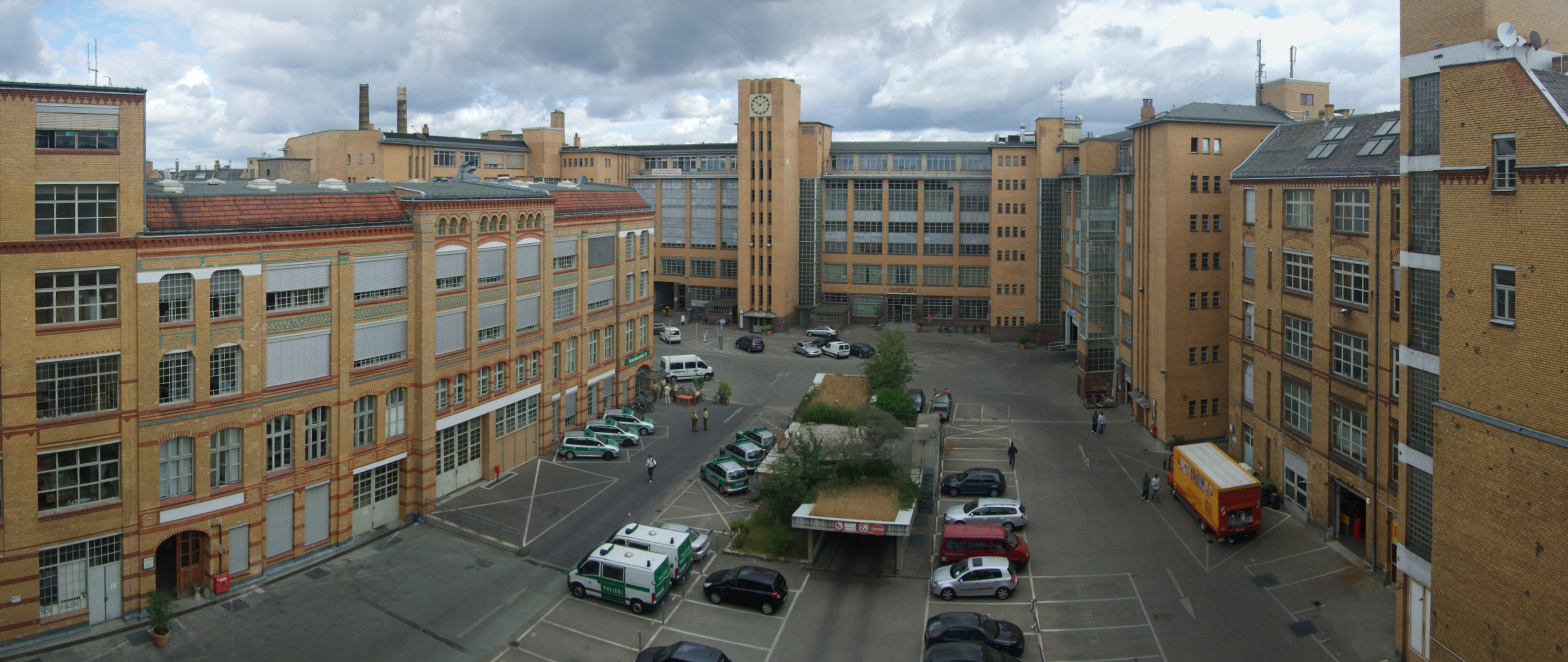
Einer der Osram-Höfe in Berlin-Wedding, Groninger Straße

Durch die Schließung von großen Industriebetrieben oder bei deren Verlagerung an den Stadtrand ergeben sich oft innerstädtische Brachflächen, die zu Gewerbehöfen umgebildet werden, die benötigte Infrastruktur ist vorhanden. Ein Beispiel eines Gewerbehofes sind in Berlin die „OsramHöfe“. Diese wurden auf dem Firmengelände des vormaligen Elektrobetriebes eingerichtet.
Oft finden sich im 21. Jahrhundert, teilweise in alten Gewerbehallen, auch Lofts, die von Künstlern und Architekten genutzt werden, womit zumeist die ersten Schritte in Richtung Gentrifizierung der Quartiere getätigt werden.
Der Gewerbehof im Westend von München ist der erste Gewerbehof in Europa, der mit einem Technologiezentrum verbunden wurde. Dadurch können neue Techniken sofort in Handwerk und Gewerbe angewandt werden. Der Neubau des Gewerbehofes mit Technologiezentrum wurde in der ehemaligen Reifenfabrik "Metzeler" gebaut. Andere Großstädte in Europa, wie u. a. Paris und Mailand, haben diese Art des Gewerbehofes übernommen.
In Dortmund ist der Union Gewerbehof an der Huckarder Straße ein Standort für circa 60 kleine und mittlere Unternehmen die 190 Mitarbeiter beschäftigen.